# 俄罗斯联邦监狱管理局
联邦监狱管理局（ 縮寫：ФСИН，俄语：Федеральная служба исполнения наказаний）是俄罗斯司法部下轄的一個監獄管理機構。俄罗斯联邦监狱管理局成立于2004年，2006年更为现名。該機構直接繼承自1879年成立的俄罗斯帝国监狱总局以及苏联内务部下轄的古拉格。